# Rotunda

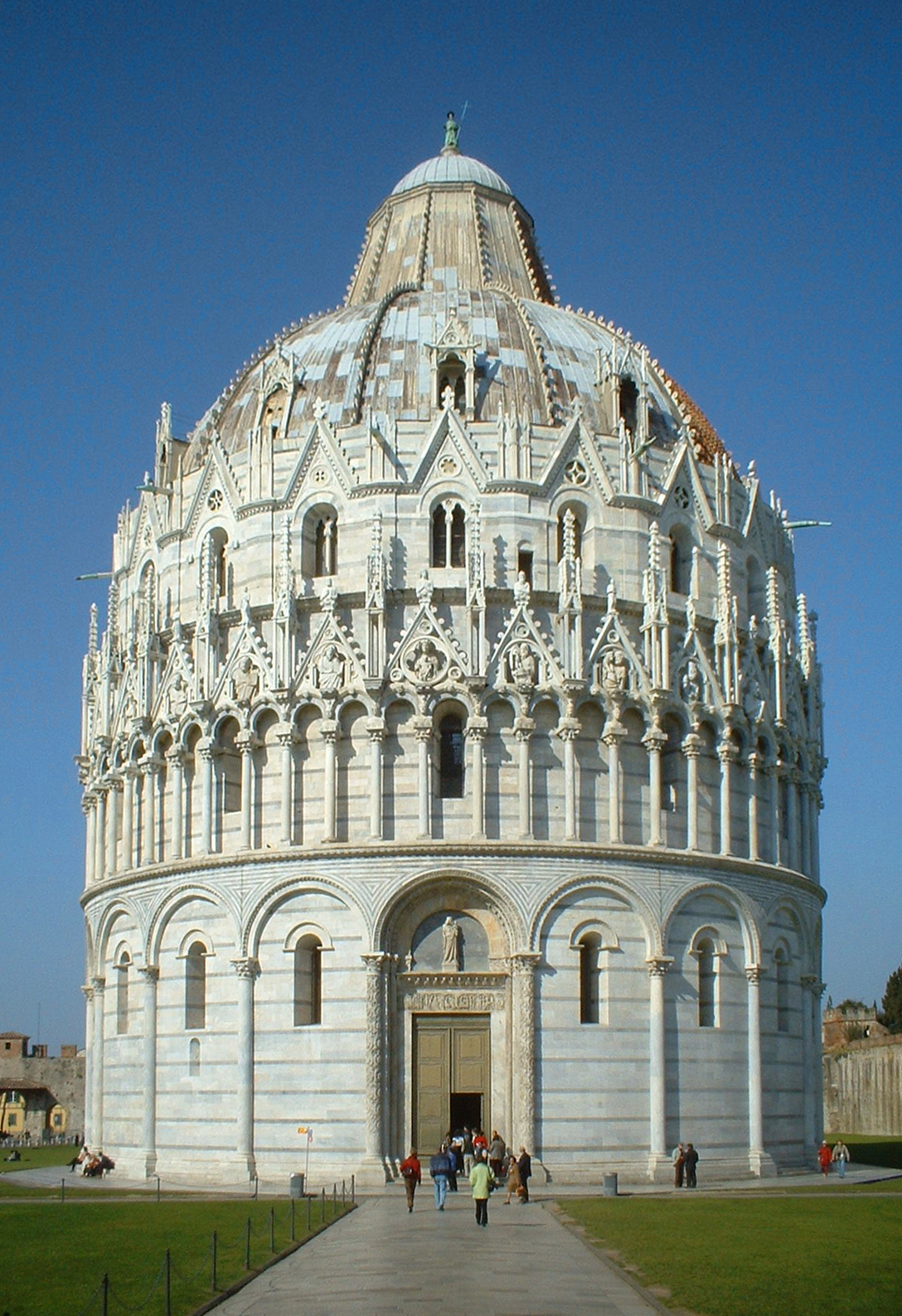
Baptisterium in Pisa

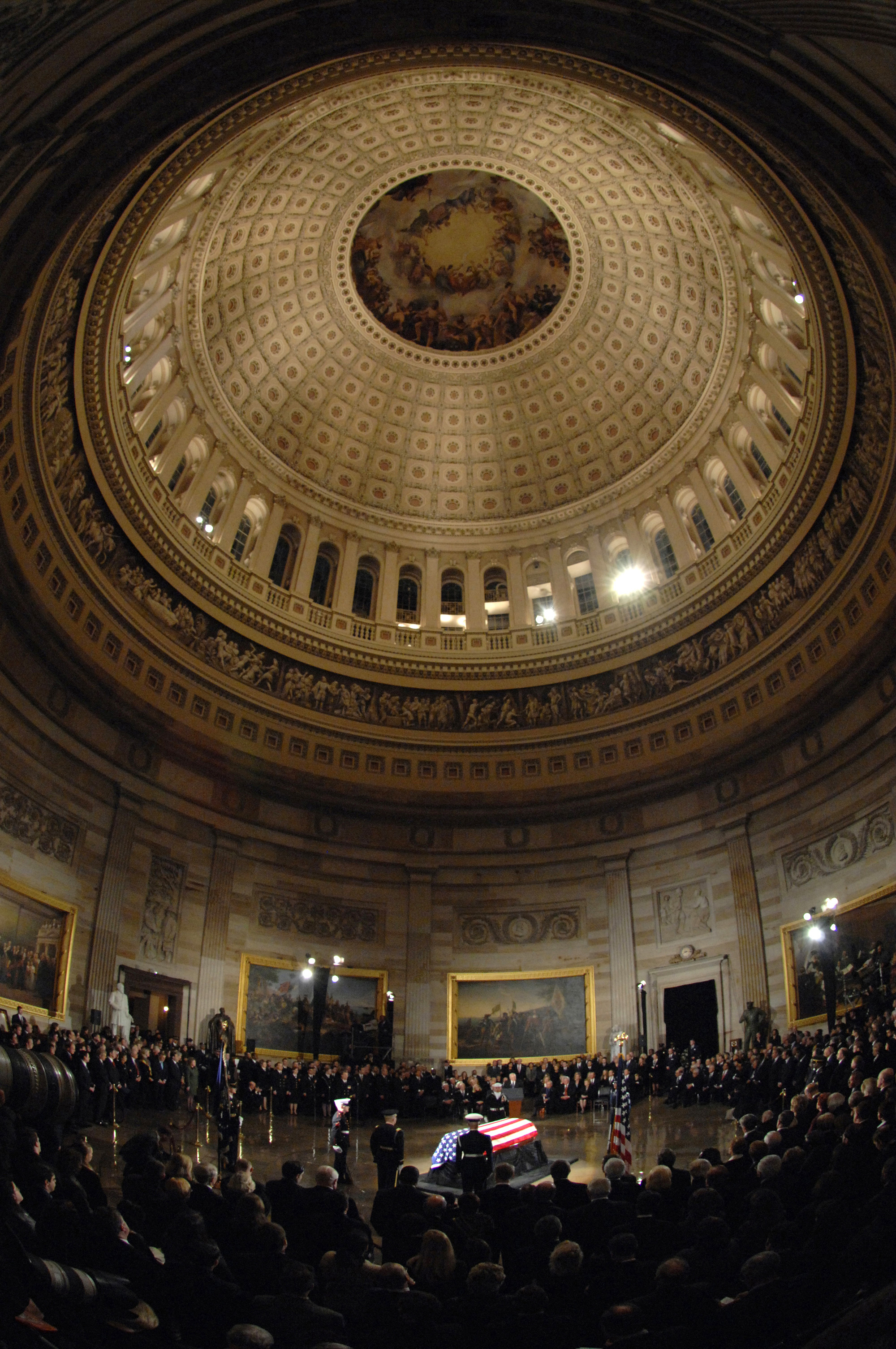
De rotunda in het Capitool, bij de uitvaartplechtigheid van Gerald Ford in 2006

Een rotunda (van het Latijnse rotundus) is een bouwwerk met een cirkelvormige plattegrond. 
Een rotunda kan vrijstaand zijn (zoals het Baptisterium in Pisa) of onderdeel van een gebouw (zoals de rotunda van het Capitool in Washington). Een rotunda wordt vaak bekroond met een koepel.

## Verspreiding
In sommige oude tempels is de rotunda herkenbaar; een bekend voorbeeld hiervan is het Pantheon in Rome. Van de 9e tot de 11e eeuw werden vooral in Centraal-Europa veel kerken opgericht met een rotunda als basisvorm, soms uitgebreid met een of meerdere apsissen. In de 11e en 12e eeuw werd het ook in Scandinavië een populaire bouwvorm. Alleen al op het eiland Bornholm zijn vijf van deze ronde kerken te vinden. 
De Nederlandse koepelkerken, die vanaf de 17e eeuw werden gebouwd, kennen veelal een achthoekige plattegrond en zijn geen rotunda's. De ronde vorm is in Nederland soms wel terug te vinden in theekoepels en priëlen. Ook de meeste 19e-eeuwse panoramagebouwen werden als rotunda gebouwd. Grotere vormen zijn de 19e-eeuwse koepelgevangenissen in Arnhem, Breda en Haarlem. 
In de 18e eeuw werd de rotunda ingevoerd in de Verenigde Staten. De rotunda met de bekende koepel van het Capitool in Washington was vervolgens een voorbeeld voor andere gebouwen in het land, zoals de Universiteit van Virginia.
Met 'rotunda' kan ook een ruimte of vertrek in een gebouw aangeduid, zoals in het kasteel van Vaux-le-Vicomte in Frankrijk.

## Galerij

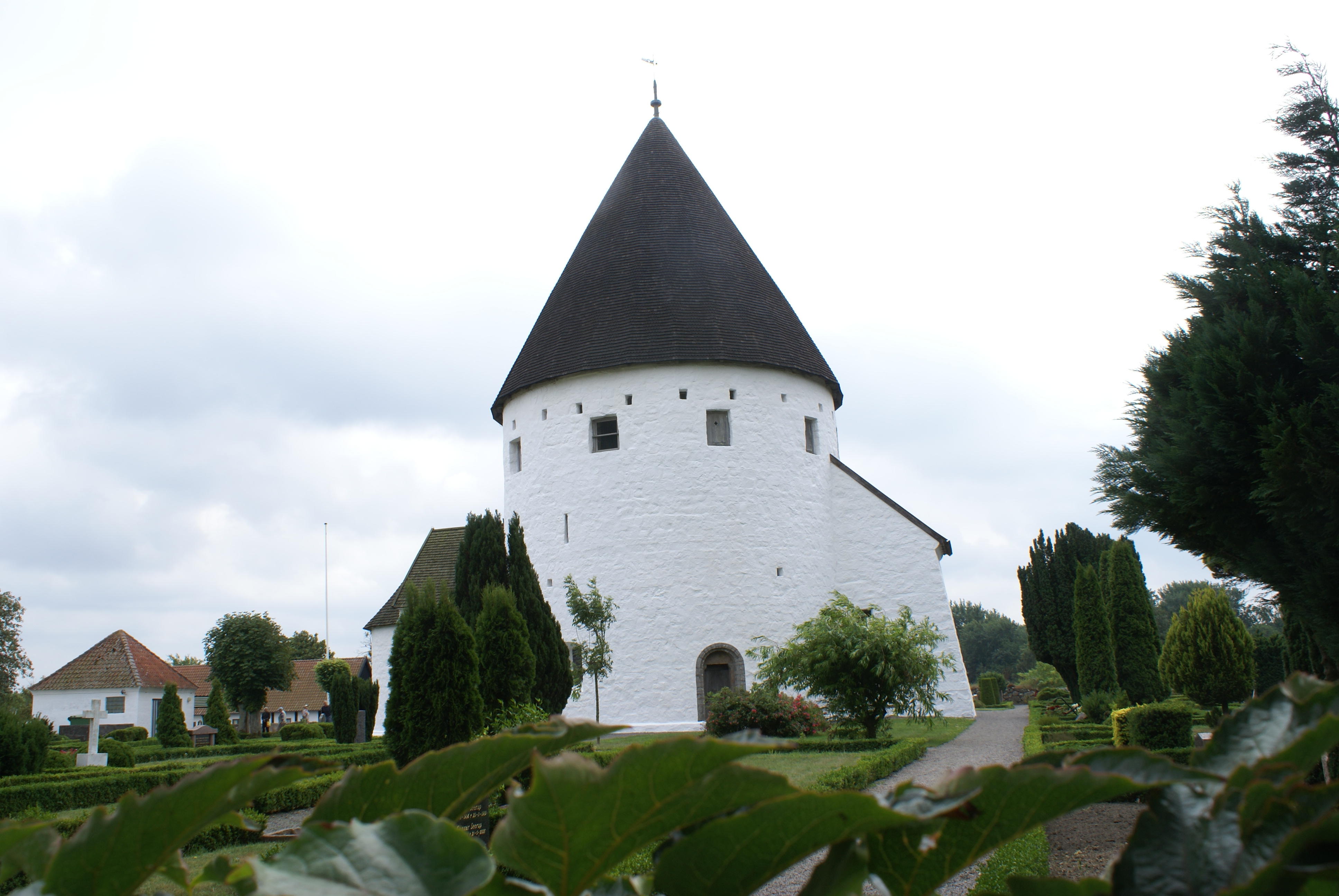
Kerk in Olsker, Denemarken (1150)
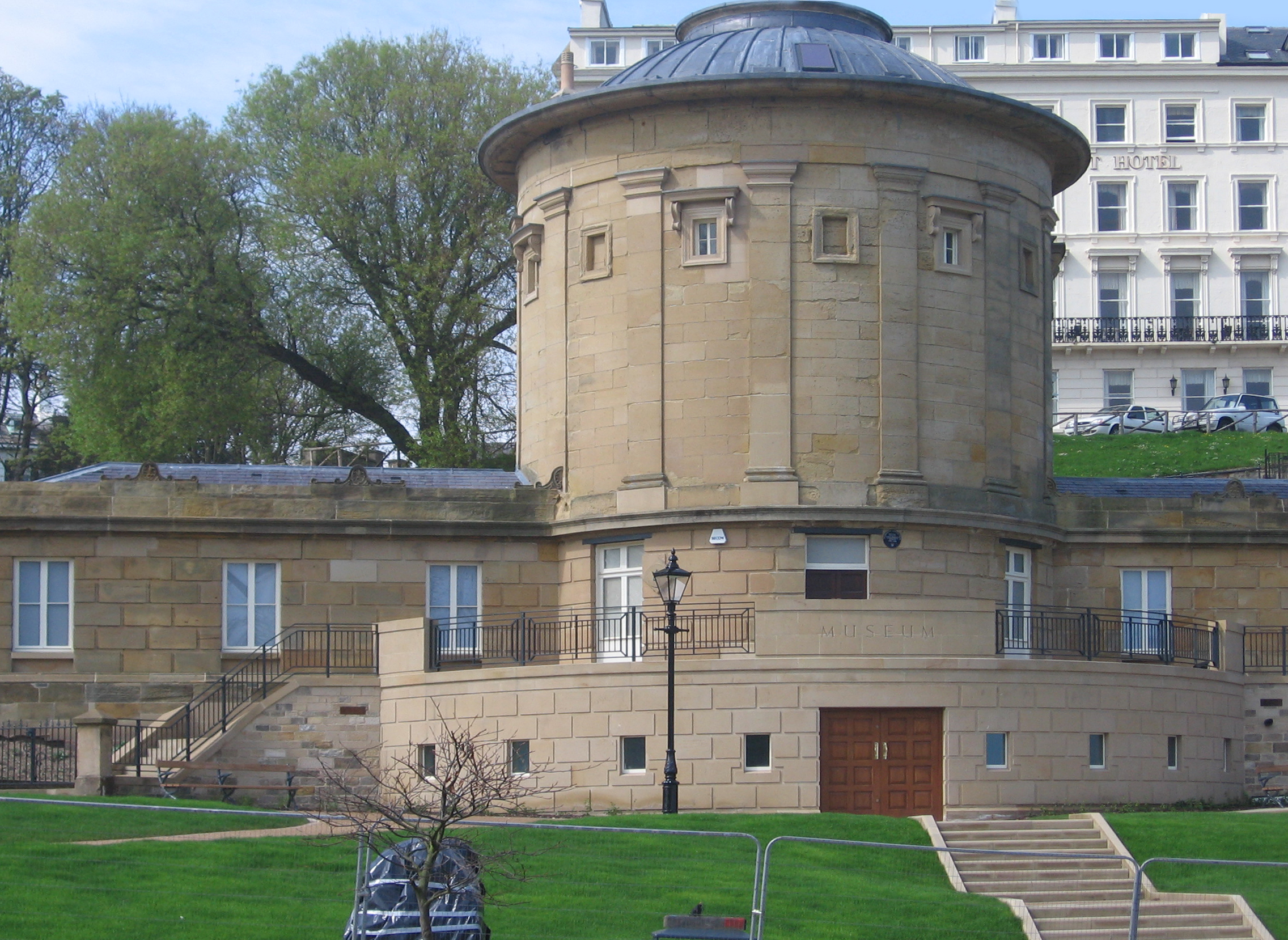
Rotunda Museum in Scarborough, Engeland (1829)
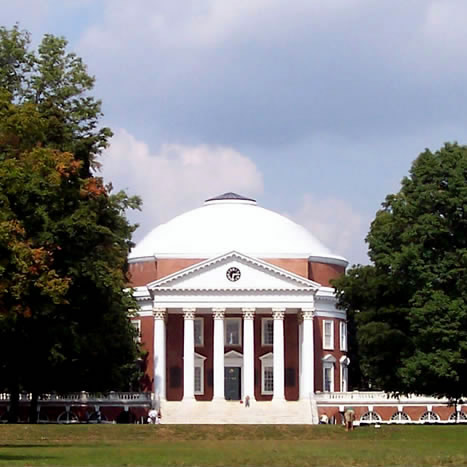
Universiteit van Virginia in Charlottesville, Verenigde Staten (1819)
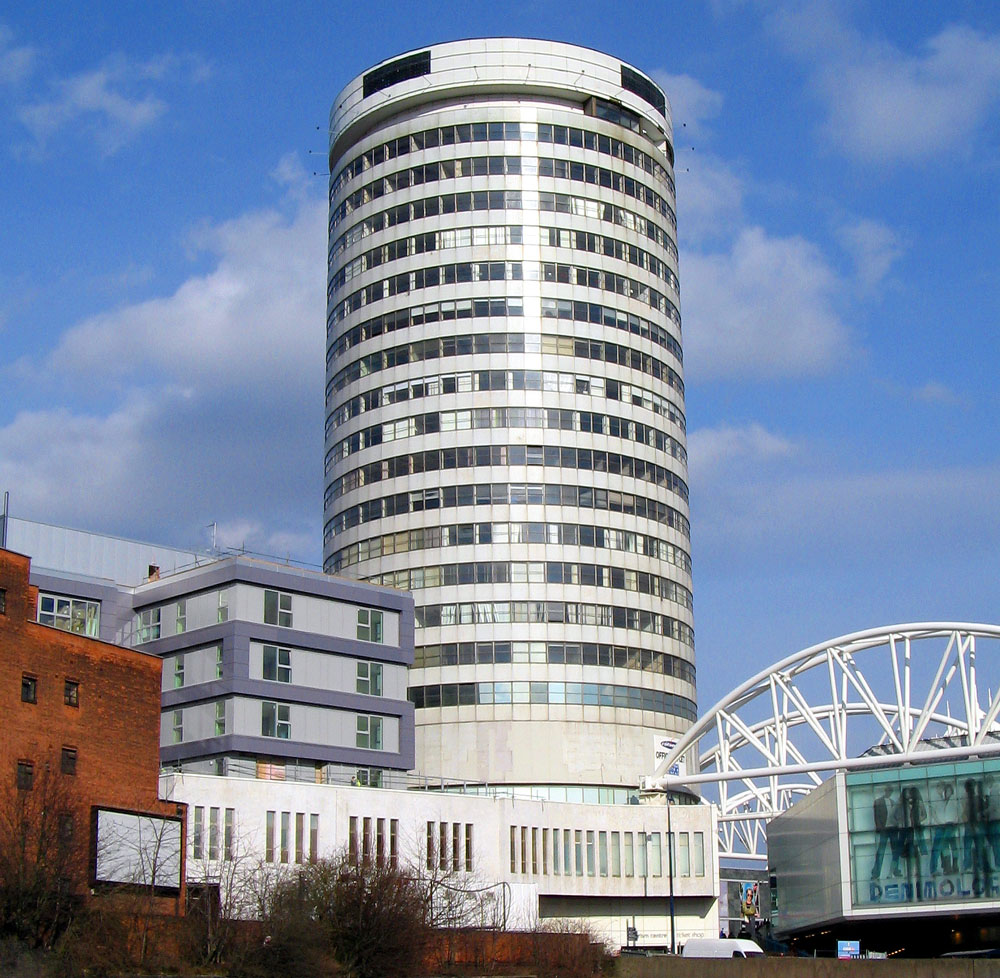
Rotunda in Birmingham, Engeland (1965)